# Eigersunds kommun
Eigersunds kommun (norska: Eigersund kommune) är en kommun i landskapet Dalane i Rogaland fylke i sydvästra Norge. Kommunen gränsar i väster till Hå kommun, i norr till Bjerkreims, Sirdals och Lunds kommuner samt i öster till Sokndals kommun. Centralort är staden Egersund. Namnet kommer från fornnordiska Eikundarsund, sundet mellan ekar. 
Vid en folkomröstning i början av 2000-talet om kommunen skulle byta namn till Egersunds kommun deltog endast 29,1% av de röstberättigade och kommunstyrelsen valde då att bortse från resultatet och behöll det gamla namnet.
Lokaltidningen för Eigersunds kommun samt de övriga kommunerna i landskapet Dalane, Bjerkreim, Lund och Sokndal, ges ut i Egersund och heter Dalane Tidende. Det fanns tidigare en tidning som hette Egersundsposten, som var Rogalands äldsta tidning, men den lades ned 1940.

## Historia
Namnet Eigersund är ett av de äldsta i Norge och finns i formen Eikundarsund i Olav den heliges saga. Olav den helige hade också sin flotta här.
Det har bott människor i området ända från stenåldern och på flera platser finns rester av bosättningar från folkvandringstiden (år 400-600).
I äldre tider låg Sankta Maria kyrka här, som nämns i ett avlatsprivilegium utsänt från Rom den 5 februari 1292 av påven Nicolaus IV. Man tror att kyrkan stod på samma plats som dagens Egersund kyrka. Det fanns också ett kapell, Sankt Laurenti kapell, som nämns i ett brev den 5 februari 1308, där påven Clemens V ger kung Håkon Magnusson utökade privilegier för kungens 14 kapell (däribland Sankt Laurenti kapell) som grundats av honom själv eller hans far kung Magnus Lagaböter och hans farfar kung Håkon Håkonsson
1623 blev den gamla kyrkan (troligen Sankta Maria kyrka) riven och återuppbyggd som en ny kyrka som är dagens Egersund kyrka.

### Administrativ historik
Egersunds kommun upprättades den 1 januari 1838 (som Egersund landdistrikt) när Formannskapslovene från 1837 trädde i kraft. Kommunen omfattade då ett område kring staden Egersund i den västra delen av nuvarande Eigersunds kommun samt den södra delen av Hå kommun (Ogna socken) och ett mindre område i den norra delen av nuvarande Sokndals kommun.
1839 bröts Ogna kommun ut ur kommunen som då minskade från 2 841 invånare före delningen till 2 016 invånare efter.
Mellan 1868 och 1947 genomfördes ett antal gränsregleringar med grannkommuner:
- 12 december 1868: bebott område (41 invånare) från Sokndals kommun (genom kunglig resolution)
- 1947: bebott område (515 invånare) till Egersunds kommun
- 1947: bebott område (7 invånare) från Sokndals kommun

Den 1 januari 1965 gick kommunerna Egersund och Helleland samt en del av Heskestads kommun (Gyadalens og Grøsfjells kretsar) upp i Eigersunds kommun. Kommunen ökade då från 4 664 invånare före sammanslagningen till 9 416 invånare efter. Kommunkoden ändrades samtidigt från 1116 till 1101.
Den 1 januari 1967 överfördes ett bebott område (gården Tjørn med 10 invånare) från Eigersunds kommun till Sokndals kommun.

## Geografi

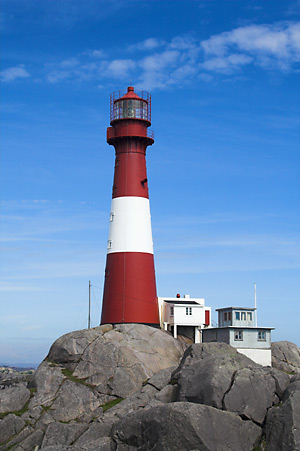
På ön Eigerøy ligger Eigerøys fyrstation som upprättades 1854.

Eigersund kommun består av fastlandet och den bebodda ön Eigerøya. Kommunen sträcker sig längs kusten från Hå till Sokndal kommuner och inöver land till fylkesgränsen mot Agder fylke. Landarealen är 429,6 km² och kustlinjen 107 km.
Kommunen består vid kusten av lågland med bara avrundade berg och lite vegetation, utom runt Egersund och tätorterna Hellvik och Helleland, där det bedrivits trädplanteringar i över 100 år. I inlandet är landskapet kuperat med höjder i nordost på 650–850 m ö.h. och i sydväst med lägre höjder på 250–350 m ö.h. Kommunens högsta topp är Store Skykula (906 m ö.h.) norr om Gyadalen. Runt Egersund är höjden omkring 100 m ö.h.
Ute vid kusten och ett par mil in över land finns stora förekomster av bergarten anortosit, området är tillsammans med ett område i Kanada de största på jorden, stora områden finns också på Månen.
Sydväst om Egersund, utanför Eigerøya ligger en amfidromisk punkt, en nollpunkt i havet i förhållande till tidvattnet. Tidvatten från två olika riktningar, Engelska kanalen och norr om Skottland möts här och neutraliserar varandra. Resultatet blir att det inte är någon skillnad mellan ebb och flod i Egersund, längs kusten på Vestlandet och Sørlandet är det på grund av detta inte heller stora tidvattenskillnader.

## Näringsliv
Egersund är känt för fajans och fiske. Fajansfabriken lades ned 1979, men Egersund är fortfarande stort inom fiske och sillolja. 
Under vikingatiden var handeln viktig för kommunen och fisket har alltid varit viktigast och nödvändig för hela kustbefolkningens existens. Egersund är idag Norges största fiskhamn mätt i kvantitet.
Näringslivet som inte relaterar till fisket är dock till stor del relaterat till sjö och båt. Den maritima industrin inkluderar lokalt drivna och internationellt kända företag som Simrad (producent av autopiloter mm, tidigare känt som Robertson), Jeppsen Marine (tidigare C-Map, producent av elektroniska sjökort), Egersund Trål och en del andra trålverkstäder, silloljefabriker och liknande. Andra företag, som Aker Solutions har också etablerat sig här.
På grund av klimatet och jordmånen odlas nästan ingen spannmål. Fåruppfödning och mjölkproduktion är viktig och det odlas lite frukt och bär. Total jordbruksareal i drift är  47 km².

## Kommunikationer
Europaväg 39 och fylkesväg 44 går genom kommunen.
Stavanger flygplats, Sola ligger en timmes körväg bort.
Vestlandets första järnväg, tågförbindelsen mellan Egersund och Stavanger (Jærbanan) öppnades den 27 februari 1878.
Tidigare fanns färjeförbindelse med Hanstholm i Danmark som drevs av Fjord Line. Den flyttades till Stavanger i oktober 2008. Innan dess fanns färjeförbindelse med Hirtshals i Danmark som drevs av Fred-Olsen Line (nuvarande Color Line).

## Tätorter
I Eigersunds kommun finns två tätorter:
- Egersund (centralort)
- Hellvik

Orten Hestnes har tidigare räknats som en egen tätort men räknas numera som en del av tätorten Egersund.

## Socknar
Inom Norska kyrkan är Eigersunds kommun indelad i tre socknar:
- Egersunds socken
- Eigerøy socken
- Hellelands socken

Socknarna ingår i Dalane prosteri i Stavangers stift.

## Kända personer
- Tor Arne Hetland, norsk längdåkare, världsmästare och olympisk mästare
- Anna Bugge, internationellt känt kvinnosakskämpe och svensk diplomat i Genève
- Ole Gabriel Ueland, stortingsledamot